# Амойский диалект
Амойский диалект (также сямыньский; 厦门话 / 廈門話 Ē-mn̂g-ōe) — диалект языка хокло, распространённый в городе Амой (Сямынь) провинции Фуцзянь. Исторически служил престижным диалектом хокло. К амойскому близки диалекты хокло Тайваня.

## Распространение
Амойский диалект распространён на острове Сямынь (разделён на районы Хули и Сымин), а также на части районов Хайцан и Цзимэй (на окраинах этих районов распространён диалект Чжанчжоу). В районах Тунъань и Сянъань, административно подчинённых городскому округу Сямынь, распространён тунъаньский диалект, отдельный от амойского — тунъаньский же распространён на острове Киммуй (Цзиньмынь), контролируемом Тайванем.
Амойский диалект близок к северным диалектам языка хокло, распространённым в Тунъане и Цюаньчжоу. Наиболее близкие амойскому диалекты хокло распространены на севере Тайваня (включая Тайбэй). Черты амойского обнаруживаются во всех диалектах хокло на Тайване, однако на юге они претерпели некоторое влияние диалекта Чжанчжоу, тогда как на севере, особенно в прибрежной зоне — диалектов Тунъаня и Цюаньчжоу.

## История
Амойский диалект подробно описывался христианскими миссионерами в конце XIX века. Само название «амойский» они применяли ко всему языку хокло. Наиболее влиятельная работа — «Китайско-английский словарь разговорного языка Амоя» Карстерса Дугласа 1873 года, который ориентируется преимущественно на амойский диалект, но включает также слова и формы из других диалектов языка хокло. Амойский диалект также описывался Джоном Макгованом (в 1883 году составил словарь с английского на хокло), Томасом Барклеем (в 1899 году составил обширное приложение к словарю Дугласа) и Уильямом Кэмпбеллом (в 1913 году составил крупнейший словарь иероглифов для хокло).
В КНР амойский диалект отражён в крупнейшем составленном в стране «Мандаринско-баньламском словаре» (普通話閩南方言詞典 Phó͘-thong-ōe Bân-lâm-hong-giân sû-tián), представляющем собой переработку мандаринского толкового словаря Сяньдай Ханьюй Цыдянь (现代汉语词典).

## Фонология
В амойском диалекте есть 14 инициалей. Взрывные согласные различаются как по звонкости, так и по придыхательности (например, амойский различает /p/, /pʰ/ и /b/). В то же время носовые согласные ([m], [n], [ŋ]) обычно считаются аллофонами звонких взрывных (/b/, /l~d/, /g/ соответственно). В прошлом в амойском также была инициаль /dz/, но ныне она слилась в произношении с /l/.
|           |                | губные  | альвеолярные | велярные | глоттальные |
| --------- | -------------- | ------- | ------------ | -------- | ----------- |
| взрывные  | простые        | p /p/   | t /t/        | k /k/    |             |
| взрывные  | придыхательные | ph /pʰ/ | th /tʰ/      | kh /kʰ/  |             |
| взрывные  | звонкие        | b /b/   | l /l/        | g /ɡ/    |             |
| взрывные  | (носовые)      | m [m]   | n [n]        | ng [ŋ]   |             |
| аффрикаты | простые        |         | ch /ts/      |          |             |
| аффрикаты | придыхательные |         | chh /tsʰ/    |          |             |
| фрикативы | фрикативы      |         | s /s/        |          | h /h/       |

В амойском есть около 90 финалей — точное число зависит от учёта маргинальных финалей, используемых в звукоподражаниях и междометиях. Внутри амойского существуют некоторые внутренние различия в финалях: например, слова с исторической финалью /-ɯ/, такие как 豬 tṳ «свинья», 箸 tṳ̄ «палочки для еды», 去 khṳ̀ «уходить», 魚 hṳ̂ «рыба», читаются с -u (как 豬 tu, 箸 tū, 去 khù, 魚 hû) в Хайцане, Цзимэе и на севере острова Амой, но с -i (豬 ti, 箸 tī, 去 khì, 魚 hî) на юге острова Амой (в Сымине).
В амойском есть 7 тонов. Тоновая система амойского диалекта совпадает с таковой Юнчуне, Чантае и южном Тайване и относительно близка тоновой системе Чжанчжоу. В амойском есть тоновые сандхи: фразы делятся на тоновые сегменты, где каждый слог, кроме последнего, претерпевает сандхи. Также в амойском в безударных слогах используется нейтральный тон.
|    | в изоляции | в изоляции | в изоляции | в изоляции |      | после сандхи | после сандхи | после сандхи | после сандхи |
| 平 | 上         | 去         | 入         | 平         | 上   | 去           | 入           |              |              |
| -- | ---------- | ---------- | ---------- | ---------- | ---- | ------------ | ------------ | ------------ | ------------ |
| 陰 | 44 ˦       | 53 ˥˧      | 21 ˨˩      | 32 ˧       | 22 ˨ | 44 ˦         | 53 ˥˧        | 54 ˥˦        |              |
| 陽 | 24 ˨˦      | 22 ˨       | 22 ˨       | 4 ˦        | 22 ˨ | 21 ˨˩        | 21 ˨˩        | 32 ˧˨        |              |

1. ↑  Укороченный вариант тона 陰上 (53 ˥˧), ближе к высокому падающему 54 ˥˦. В литературе часто описывается как 5 ˥ или 4 ˦, однако не совпадает с ровным высоким тоном (陰平 или, в амойском, 陽入)[5].
2. ↑  В начале имеет короткий падающий сегмент, поэтому также описывается как 214 ˨˩˦.